# Eurhynchium pulchellum
Eurhynchium pulchellum là một loài Rêu trong họ Brachytheciaceae. Loài này được (Hedw.) Jenn. mô tả khoa học đầu tiên năm 1913.